# La lunga estate calda del Commissario Charitos
La lunga estate calda del Commissario Charitos (Βασικός Μέτοχος - Principale azionista) è un romanzo dello scrittore greco Petros Markarīs, pubblicato nel 2006 in Grecia e nel 2009 in italiano dalla casa editrice Bompiani.
È il quarto romanzo della serie dedicata al commissario Kostas Charitos. Il titolo originale Βασικός Μέτοχος (Azionista di riferimento) è stato modificato nella traduzione italiana poiché secondo la casa editrice faceva pensare più a un financial thriller o a un saggio.
Il romanzo ha ricevuto un ottimo successo di pubblico in Italia, totalizzando quattro edizioni nel giro di un mese dall'uscita.

## Trama
Caterina, la figlia del commissario Charitos, ha finalmente terminato il suo dottorato in legge e per festeggiare decide di partire in vacanza a Creta assieme al suo fidanzato Fanis. Un gruppo di sconosciuti terroristi decide però di dirottare il traghetto su cui sono imbarcati, e per Charitos e sua moglie Adriana è l'inizio di un incubo: subito volano a Creta per seguire da vicino le operazioni di liberazione degli ostaggi.
Mentre i politici, l'esercito e gli stati maggiori della polizia portano avanti le complesse trattative con i terroristi il commissario è però richiamato ad Atene dove un misterioso killer, che si fa chiamare l'assassino dell'azionista di riferimento, ha iniziato ad uccidere dei giovani attori legati al mondo della pubblicità.